# Vojska Sjeverne Virginije
Vojska Sjeverne Virginije je bila glavna oružana sila Konfederacije Američkih Država na istočnom bojištu u američkom građanskom ratu, kao i glavna zapovjedna struktura Odjela sjeverne Virginije. Najčešće se borila protiv unionističke Vojske Potomaca. Tri okruga su stvorena pod Odjelom sjeverne Virginije:
- Okrug Aquia

Prvi zapovjednik: general bojnik Theophilus H. Holmes
Vrijeme postojanja: 22. listopada 1861 - 18. travnja 1862
- Okrug Potomac

Prvi zapovjednik: general P. G. T. Beauregard
Vrijeme postojanja: 22. listopada 1861. – 29. siječnja 1862.
- Okrug Valley

Prvi zapovjednik: general bojnik Thomas J. "Stonewall" Jackson
Vrijeme postojanja: 22. listopada 1861. – 9. travnja 1865.
Dok su okruzi Aquia i Potomac prestali postojati do proljeća 1862., ostala je potreba za vojnu organizaciju u dolini kroz ostatak rata, te je Okrug Valley nastavio postojati do kraja rata. Posljednja bitka koju je Vojska Sjeverne Virginije vodila bila je bitka kod Appomattoxa u travnju 1865. gdje je poražena nakon čega je i raspuštena.